# Arturo Bragaglia
Arturo Bragaglia (Frosinone, 7 gennaio 1893 – Roma, 21 gennaio 1962) è stato un attore italiano.

## Biografia
Secondogenito di Francesco Bragaglia (direttore generale della Casa di produzione Cines) e della nobildonna romana Maria Tassi-Visconti, insieme al fratello Carlo Ludovico si dedicò al lavoro di fotografo-ritrattista, e solo nel 1937 esordì come caratterista in Stasera alle undici di Oreste Biancoli.
Da allora interpretò una grande quantità di personaggi comici, prendendo parte a svariati film, alcuni dei quali diretti da suo fratello, come Torna a Sorrento (1946), Albergo Luna, camera 34 (1947), Il falco rosso e Le sei mogli di Barbablù (1950).
Le sue migliori caratterizzazioni sono però quelle di Miracolo a Milano di Vittorio De Sica (1951), Bellissima di Luchino Visconti (1952) e Altri tempi di Alessandro Blasetti (1952). 
Morì il 21 gennaio 1962; riposa al cimitero del Verano a Roma.

## Filmografia parziale

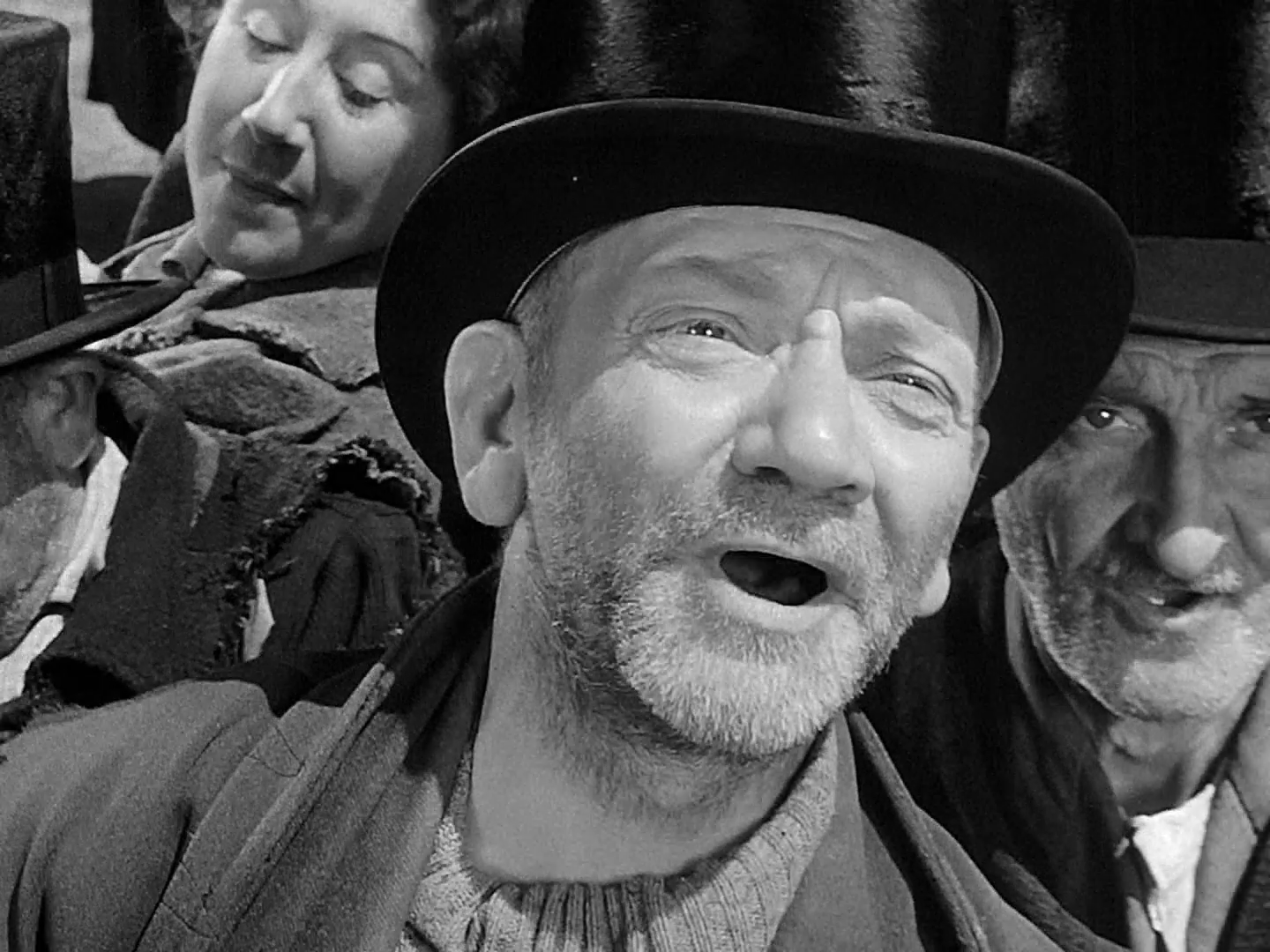
Arturo Bragaglia in Miracolo a Milano (1951)

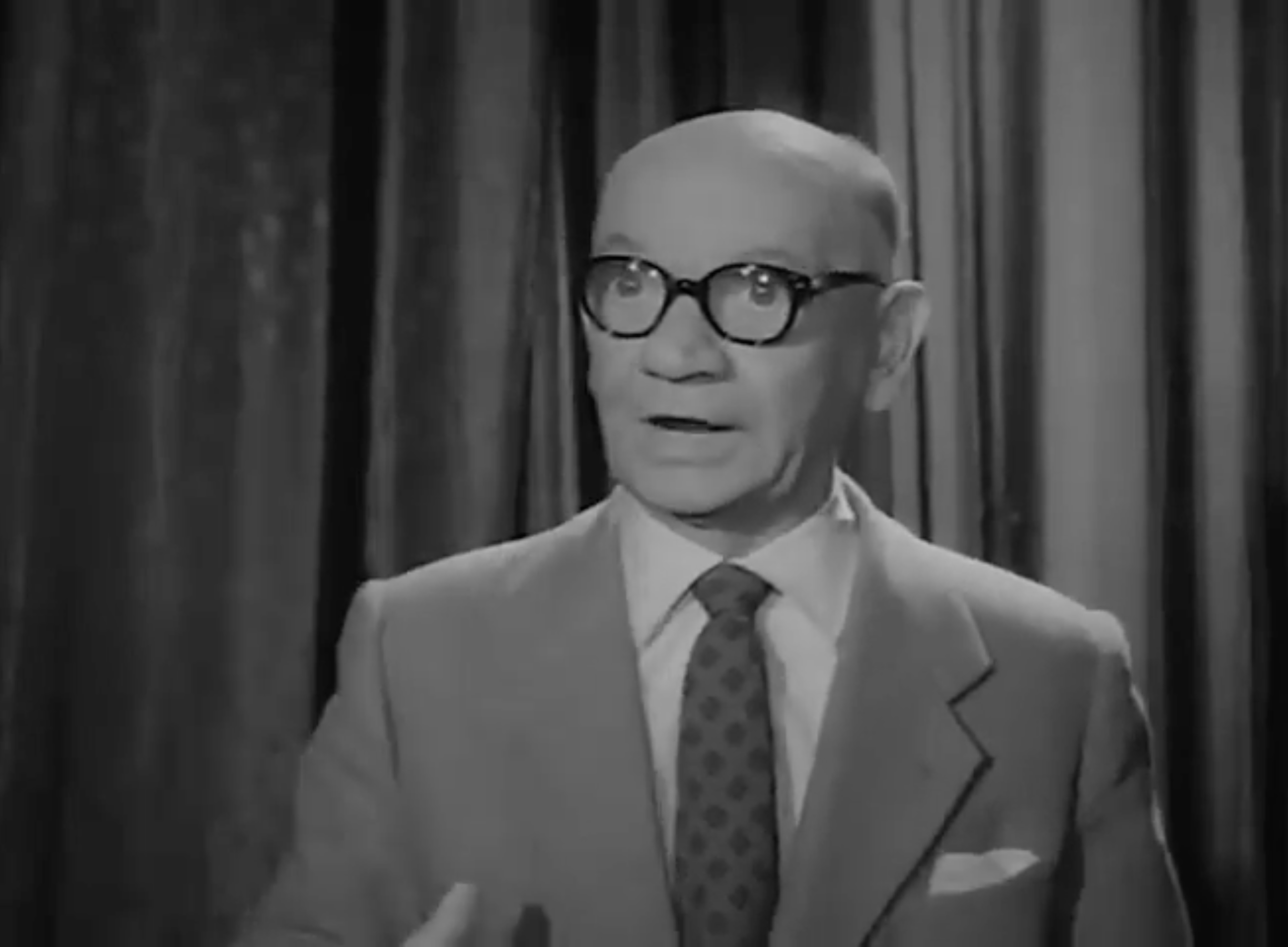
Arturo Bragaglia in Quel tesoro di papà (1959)

### Cinema
- Il documento, regia di Mario Camerini (1939)
- Imputato, alzatevi! , regia di Mario Mattoli (1939)
- Maddalena... zero in condotta, regia di Vittorio De Sica (1940)
- Centomila dollari, regia di Mario Camerini (1940)
- Una famiglia impossibile, regia di Carlo Ludovico Bragaglia (1940)
- La danza dei milioni, regia di Camillo Mastrocinque (1940)
- Un marito per il mese di aprile, regia di Giorgio Simonelli (1941)
- Villa da vendere, regia di Ferruccio Cerio (1941)
- I pirati della Malesia, regia di Enrico Guazzoni (1941)
- Le due tigri, regia di Giorgio Simonelli (1941)
- L'attore scomparso, regia di Luigi Zampa (1941)
- I mariti (Tempesta d'anime) regia di Camillo Mastrocinque (1941)
- Colpi di timone, regia di Gennaro Righelli (1942)
- Avanti c'è posto, regia di Mario Bonnard (1942)
- L'uomo venuto dal mare, regia di Belisario Randone (1942)
- L'angelo del crepuscolo, regia di Gianni Pons (1942)
- La maschera e il volto, regia di Camillo Mastrocinque (1942)
- Via delle Cinque Lune, regia di Luigi Chiarini (1942)
- Catene invisibili, regia di Mario Mattoli (1942)
- Se io fossi onesto, regia di Carlo Ludovico Bragaglia (1942)
- Quattro passi tra le nuvole, regia di Alessandro Blasetti (1942)
- La fanciulla dell'altra riva, regia di Piero Ballerini (1942)
- Due cuori fra le belve, regia di Giorgio Simonelli (1943)
- Tutta la vita in ventiquattr'ore, regia di Carlo Ludovico Bragaglia (1943)
- La vita è bella, regia di Carlo Ludovico Bragaglia (1943)
- La moglie in castigo, regia di Leo Menardi (1943)
- Spie tra le eliche, regia di Ignazio Ferronetti (1943)
- Dente per dente, regia di Marco Elter (1943)
- Non sono superstizioso... ma!, regia di Carlo Ludovico Bragaglia (1943)
- Il fiore sotto gli occhi, regia di Guido Brignone (1944)
- Lacrime di sangue, regia di Guido Brignone (1944)
- Non canto più, regia di Riccardo Freda (1945)
- La carne e l'anima, regia di Vladimir Striževskij (1945)
- I dieci comandamenti, regia di Giorgio Walter Chili (1945)
- Un americano in vacanza, regia di Luigi Zampa (1945)
- Canto, ma sottovoce..., regia di Guido Brignone (1945)
- Pronto, chi parla?, regia di Carlo Ludovico Bragaglia (1945)
- Se vuoi goder la vita..., regia di Riccardo Cassano (1945)
- Torna a Sorrento, regia di Carlo Ludovico Bragaglia (1946)
- 11 uomini e un pallone, regia di Giorgio Simonelli (1948)
- Albergo Luna, camera 34, regia di Carlo Ludovico Bragaglia (1947)
- Cuore, regia di Duilio Coletti (1948)
- Vogliamoci bene!, regia di Paolo William Tamburella (1949)
- La figlia del peccato, regia di Armando Ingegnero (1949)
- Follie per l'opera, regia di Mario Costa (1949)
- La bisarca, regia di Giorgio Simonelli (1950)
- Il falco rosso, regia di Carlo Ludovico Bragaglia (1950)
- Sambo, regia di Paolo William Tamburella (1950)
- È arrivato il cavaliere, regia di  Mario Monicelli e Steno (1950)
- 47 morto che parla, regia di Carlo Ludovico Bragaglia (1950)
- Canzone di primavera, regia di Mario Costa (1951)
- Miracolo a Milano, regia di Vittorio De Sica (1951)
- Bellissima, regia di Luchino Visconti (1951)
- Sette ore di guai, regia di Vittorio Metz e Marcello Marchesi (1951)
- Cameriera bella presenza offresi..., regia di Giorgio Pàstina (1951)
- La corona nera (La corona negra), regia di Luis Saslavsky (1951)
- Il mago per forza, regia di Marino Girolami, Marcello Marchesi e Vittorio Metz (1951)
- Tizio Caio Sempronio, regia di Marcello Marchesi, Vittorio Metz e Alberto Pozzetti (1951)
- L'eroe sono io, regia di Carlo Ludovico Bragaglia (1951)
- Libera uscita, regia di Duilio Coletti (1951)
- Buon viaggio, pover'uomo, regia di Giorgio Pàstina (1951)
- Ha da venì... don Calogero, regia di Vittorio Vassarotti (1951)
- Don Lorenzo, regia di Carlo Ludovico Bragaglia (1952)
- A fil di spada, regia di Carlo Ludovico Bragaglia (1952)
- Altri tempi, epis. Il processo di Frine, regia di Alessandro Blasetti (1952)
- Lasciateci in pace, regia di Marino Girolami (1953)
- Il ritorno di don Camillo, regia di Julien Duvivier (1953)
- Il terrore dell'Andalusia, regia di Ladislao Vajda (1953)
- Le avventure di Giacomo Casanova, regia di Steno (1954)
- Il paese dei campanelli, regia di Silverio Blasi (1954)
- La ragazza di Via Veneto, regia di Marino Girolami (1955)
- Il falco d'oro, regia di Carlo Ludovico Bragaglia (1955)
- La rivale, regia di Anton Giulio Majano (1955)
- Ore 10: lezione di canto, regia di Marino Girolami (1955)
- Cantando sotto le stelle, regia di Marino Girolami (1956)
- Sette canzoni per sette sorelle, regia di Marino Girolami (1956)
- Mio figlio Nerone, regia di Steno (1956)
- I misteri di Parigi, regia di Fernando Cerchio (1957)
- Serenate per 16 bionde, regia di Marino Girolami (1957)
- Amore e chiacchiere, regia di Alessandro Blasetti (1957)
- Buongiorno primo amore!, regia di Marino Girolami e Antonio Momplet (1957)
- Gente felice, regia di Mino Loy (1957)
- Marinai, donne e guai, regia di Giorgio Simonelli (1958)
- Tuppe tuppe, Marescià!, regia di Carlo Ludovico Bragaglia (1958)
- Il romanzo di un giovane povero, regia di Marino Girolami (1958)
- Valeria ragazza poco seria, regia di Guido Malatesta (1958)
- Le cameriere, regia di Carlo Ludovico Bragaglia (1959)
- L'impiegato, regia di Gianni Puccini (1959)
- Quel tesoro di papà, regia di Marino Girolami (1959)
- La cento chilometri, regia di Giulio Petroni (1959)
- Agosto, donne mie non vi conosco, regia di Guido Malatesta (1959)
- Il terrore della maschera rossa, regia di Luigi Capuano (1959)
- Il mio amico Jekyll, regia di Marino Girolami (1960)
- I Teddy boys della canzone, regia di Domenico Paolella (1960)
- I due marescialli, regia di Sergio Corbucci (1961)

### Televisione
- Un paese che legge, episodio di Aprite: polizia!, regia di Daniele D'Anza (1958)

## Prosa televisiva Rai
- Il piacere dell'onesta di Luigi Pirandello, regia di Franco Enriquez (1954)
- L'affare Kubinsky di Laslo Fodor e Laslo Lakatos, regia di Anton Giulio Majano (1954)